# Selango
Selango is een bestuurslaag in het regentschap Merangin van de provincie Jambi, Indonesië. Selango telt 951 inwoners (volkstelling 2010).